# Ekonomika Nigérie
Ekonomika Nigérie je druhou největší ekonomikou Afriky a největší ekonomika v subsaharské Africe.

## Sektory

### Zemědělství
Nejdůležitějším vývozním artiklem nigerijského zemědělství je kakao a přírodní pryž. Dále se pěstují a produkují fazole, sezam, kešu ořechy, maniok, podzemnice olejná, kukuřice, melouny, proso, palmová jádra, palmový olej, banány, rýže, čirok či sójové boby. Před občanskou válkou byla Nigérie potravinově soběstačná, zemědělství však nedokázalo držet krok s rychlým populačním růstem a dnes Nigérie spoléhá na dovoz. Protekcionistická opatření se projevují i v zemědělství, například v roce 2019 Nigérie uzavřela svou hranici s Beninem a dalšími sousedními zeměmi, aby zastavila pašování rýže do země v rámci úsilí o posílení místní produkce.

### Těžba nerostů
Těžba nerostných surovin v Nigérii představuje pouze 0,3 % hrubého domácího produktu, ačkoliv se zde nacházejí obrovská ložiska zlata, stříbra, mědi, železné rudy, cínu, zinku nebo soli. Primární důvod nerozvinuté těžby nerostů je monopol federální vlády Nigérie, která se místo těžby minerálních surovin soustřeďuje výhradně na poměrně rozvinutý těžební a zpracovatelský průmysl ropy. Od roku 1999 se však těžba nerostů postupně zvyšuje.

### Těžba ropy
Klíčovou komoditou nigerijské ekonomiky i příjmů státní pokladny je těžba ropy. Od roku 1971 je Nigérie členskou zemí OPEC. Země je 6. největším exportérem této suroviny na světě, přičemž 75 % veškerého exportu tvoří právě ropa. Největším odběratelem ropy v Nigérii představují USA s podílem 40 % celkového exportu ropy. Více než 60 % všech těžebních polí vlastní společnost Royal Dutch Shell. Bezohledná těžba si však vyžádala obrovskou daň. Od roku 1958, kdy těžba ropy naplno začala, byly zabity tisíce domorodých obyvatel, kteří s těžbou a devastací přírody a životního prostoru nesouhlasili.
Paradoxně i když Nigérie v současnosti vyváží obrovské množství ropy, musí dovážet ropné produkty jako benzín nebo plast. Ve čtvrtém čtvrtletí roku 2022 má být uvedena do provozu kontroverzní ropná rafinérie Dangote, která bude mimo jiné vyrábět 50 milionů litrů benzínu denně. Tím by se Nigérie změnila z čistého dovozce na čistého vývozce ropných produktů.

### Průmysl
Obecně je průmysl v zemi nerozvinutý, většinu průmyslových výrobků země dováží. Hutní a ocelářský průmysl v Nigérii započal v 50. letech výstavbou několika válcoven oceli za pomoci vlády. V několika městech jsou výrobní továrny nadnárodních korporací jako Peugeot nebo General Motors. Mezi nejvýznamnější domácí průmyslové producenty patří Nigerijské firmy Innoson Vehicle Manufacturing či firma Zinox Technologies. Rozvoji průmyslu brání zejména nedostatečná infrastruktura, nízce kvalifikovaná pracovní síla a obecně špatná ekonomická situace země.

## Životní prostředí

### Energetika
Nigérie trpí dlouhodobým nedostatkem elektrické energie, s čímž jsou spojeny i nepříjemné stále se opakující výpadky dodávek elektřiny do domácností i firem. Je proto obvyklým jevem, že domy mají v Nigérii vlastní generátory pro situace těchto výpadků. V současnosti většinu energie – 83 % – Nigérie vyrábí z biomasy a odpadu. Zbytek z fosilních paliv (16 %) a vodní energie (1 %). Od získání nezávislosti se Nigérie snaží vyvinout jadernou energetiku. Od roku 2004 funguje výzkumný reaktor čínského původu na Univerzitě Ahmada Bella. V dubnu 2015 zahájila Nigérie jednání s Rosatomem o výstavbě a provozu čtyř jaderných elektráren do roku 2035, z nichž první by měla být v provozu do roku 2025. Smlouva o výstavbě byla podepsána roku 2017. Nigerijská vláda má za cíl docílit do roku 2030 zvýšit podíl obnovitelných zdrojů energie ze současných 0,2 % na[ujasnit]

## Zahraniční obchod

### Vývoz

Složení vývozu Nigérie v roce 2019.

Hodnota vývozu zboží z Nigérie dosáhla v roce 2020 celkem 34 miliard USD. Celkový vývoz komodit z Nigérie se ve srovnání s rokem 2019 snížil o 34 %. Vývoz zboží se snížil o 18,7 miliardy USD (hodnota vývozu zboží z Nigérie v roce 2019 činila 53 miliard USD). Hlavními vývozními artikly jsou zpracované a nezpracované minerály, zemědělské plodiny, lodě a čluny.

#### Hlavní země vývozu (2020):[3]
- Indie s podílem 15 % (5,24 miliardy USD)
- Španělsko s podílem 10,8 % (3,79 miliardy USD)
- Nizozemsko s podílem 8,56 % (2,98 miliardy USD)
- Jižní Afrika s podílem 7,6 % (2,65 miliardy USD)
- Čína s podílem 5,05 % (1,76 miliardy USD)
- Francie s podílem 4,51 % (1,57 miliardy USD)
- Portugalsko s podílem 3,69 % (1,28 miliardy USD)
- Itálie s podílem 3,51 % (1,22 miliardy USD)
- Kamerun s podílem 3,45 % (1,2 miliardy USD)
- Turecko s podílem 3,26 % (1,13 miliardy USD)

### Dovoz

Historie těžby ropy v Nigérii.

Hodnota dovozu zboží do Nigérie dosáhla v roce 2020 celkem 55 miliard USD. Dovoz zboží do Nigérie se ve srovnání s rokem 2019 zvýšil o 17 %. Dovoz zboží vzrostl v roce 2020 o 8,08 miliardy USD (hodnota dovozu zboží do Nigérie v 2019 činila 47 miliard USD). Hlavními dovozními artikly jsou stroje a technologie, elektronika a související vybavení, vozidla a léky.

#### Hlavní země dovozu (2020):[3]
- Čína s podílem 28 % (15,9 miliardy USD)
- USA s podílem 9,06 % (5,02 miliardy USD)
- Indie s podílem 7,94 % (4,4 miliardy USD)
- Nizozemsko s podílem 7,8 % (4,32 miliardy USD)
- Belgie s podílem 3,75 % (2,08 miliardy USD)
- Německo s podílem 3,12 % (1,73 miliardy USD)
- Rusko s podílem 2,24 % (1,24 miliardy USD)
- Spojené království s podílem 2,18 % (1,21 miliardy USD)
- Itálie s podílem 2,15 % (1,19 miliardy USD)
- Brazílie s podílem 2,12 % (1,17 miliardy USD)

## Makroekonomická data
| rok  | HDP (nominální) | HDP (nominální) na obyvatele | růst HDP | inflace (CPI) | nezaměstnanost | veřejný dluh (% HDP) |
| ---- | --------------- | ---------------------------- | -------- | ------------- | -------------- | -------------------- |
| 1990 | 54 mld. USD     | 538 USD                      | 11 %     | 7 %           | 3,7 %          | 71 %                 |
| 1995 | 44 mld. USD     | 408 USD                      | -0,7 %   | 72 %          | 3,8 %          | 34 %                 |
| 2000 | 69 mld. USD     | 568 USD                      | 5 %      | 6 %           | 3,8 %          | 57 %                 |
| 2005 | 176 mld. USD    | 1 268 USD                    | 6 %      | 17 %          | 3,7 %          | 18 %                 |
| 2010 | 361 mld. USD    | 2 280 USD                    | 8 %      | 13 %          | 3,7 %          | 9 %                  |
| 2011 | 404 mld. USD    | 2 488 USD                    | 5 %      | 10 %          | 3,7 %          | 17,4 %               |
| 2012 | 455 mld. USD    | 2 724 USD                    | 4 %      | 12 %          | 3,7 %          | 17,5 %               |
| 2013 | 508 mld. USD    | 2 962 USD                    | 6 %      | 8 %           | 3,7 %          | 18 %                 |
| 2014 | 546 mld. USD    | 3 099 USD                    | 6 %      | 8 %           | 4,5 %          | 17 %                 |
| 2015 | 486 mld. USD    | 2 687 USD                    | 2 %      | 9 %           | 4,3 %          | 20 %                 |
| 2016 | 404 mld. USD    | 2 176 USD                    | -1 %     | 15 %          | 7 %            | 21 %                 |
| 2017 | 375 mld. USD    | 1 969 USD                    | 0,8 %    | 16 %          | 8,3 %          | 25 %                 |
| 2018 | 397 mld. USD    | 2 028 USD                    | 1,9 %    | 12 %          | 8,4 %          | 27 %                 |
| 2019 | 448 mld. USD    | 2 230 USD                    | 2 %      | 11 %          | 8,5 %          | 29 %                 |
| 2020 | 432 mld. USD    | 2 097 USD                    | -1,79 %  | 15,75 %       | 9 %            | 34 %                 |